# Nicolas Thys
Nicolas Thys est un bassiste belge né le 27 août 1968.
Il est le frère du saxophoniste Toine Thys.

## Biographie

### Études
En 1994, il est diplômé du Hilversum Conservatory des Pays-Bas, où il a appris à maîtriser la basse et la contrebasse. Il prend également des cours privés avec Dave Holland, Marc Helias et Marc Johnson.

### Carrière
Son premier album sort en 1997 avec son groupe Alice's 5 Moons.
Il se produit ensuite en solo mais aussi avec de nombreux artistes : Toots Thielemans, Mark Turner, Judy Niemack, Kenny Werner, Ivan Paduart... 

## Récompenses et distinctions
Durant sa carrière, il reçoit plusieurs récompenses, notamment le Django d'Or "Nouveau Talent" en 2001.

## Groupes actuels

### En tant que leader
- Alice's 5 Moons
- Notebook : Dries Laheye / Nicolas Thys

### En tant que participant
- Nicolas Kummert "Voices"
- Nathalie Loriers Trio + Extensions
- Kris Defoort Trio et Quartet
- Yves Peeters Group
- Marco Locurcio group "La Boucle"

## Discographie (sélective)

### En tant que leader ou co-leader
- 2009: Nicolas Thys – Virgo (Pirouet Records)
- 2003: Nicolas Thys Trio - In My Tree (Igloo)
- 1997: Alice's 5 Moons - Alice's 5 Moons (Crossover)
- 1996: Fred Wilbaux / Manuel Hermia / Nicolas Thys – Chronaxie (Igloo)